# 747
| Calendário gregoriano                                                        | 747 DCCXLVII                    |
| Ab urbe condita                                                              | 1500                            |
| Calendário arménio                                                           | 196 – 197                       |
| Calendário bahá'í                                                            | -1097 – -1096                   |
| Calendário budista                                                           | 1291                            |
| Calendário chinês                                                            | 3443 – 3444                     |
| Calendário copta                                                             | 463 – 464                       |
| Calendário etíope                                                            | 739 – 740                       |
| Calendários hindus - Vikram Samvat - Calendário nacional indiano - Cáli Iuga | 802 – 803 668 – 669 3847 – 3848 |
| Calendário Holoceno                                                          | 10747                           |
| Calendário islâmico                                                          | 129 – 130                       |
| Calendário judaico                                                           | 4507 – 4508                     |
| Calendário persa                                                             | 125 – 126                       |
| Calendário rúnico                                                            | 997                             |
| Calendário solar tailandês                                                   | 1290                            |

747 (DCCXLVII na numeração romana) foi um ano comum do século VIII do Calendário Juliano, da Era de Cristo, a sua letra dominical foi A (52 semanas), teve início a um domingo e terminou também a um domingo.
| Ano completo                    |
| ------------------------------- |
| Ano comum com início ao domingo |

## Eventos
- Governo de Umar ibn Umar na cidade de Narbona, França.

## Nascimentos
- 2 de Abril - Carlos Magno, rei dos Francos e Lombardos e imperador do Sacro Império Romano-Germânico